# سمت پیدای ماه

نام دریاوارها و دهانه‌های اصلی سمت پیدای ماه.

سمت پیدای ماه نیم‌کره‌ای از سطح کرهٔ ماه است که به طور دائمی رو به سوی کرهٔ زمین قرار دارد.
نیمه پنهان ماه برای زمینیان را سمت پنهان ماه می‌نامند.
این‌که یک سمت از ماه همیشه رو به زمین می‌ماند به این خاطر است که این نیمه سنگین‌تر از نیمه دیگر است و گرانش زمین آن را رو به خود نگه می‌دارد.
بیننده از زمین می‌تواند مجموعاً ۵۹ درصد از سطح ماه را ببیند و این به خاطر پدیده‌ای به نام لیبراسیون است. البته مکان جغرافیایی انسان بر روی زمین نیز بر دیدی که از این سمت ماه دارد تاثیرهای دارد.
سمت پیدای ماه مستقیماً توسط نور خورشید روشن می‌شود و بسته به جهتی که این نور از آن به ماه می‌تابد، گام‌های گوناگونی از ماه، هم‌چون هلال و بدر و غیره پدید می‌آیند. گاه به‌جز بخش‌های روشن ماه، بخش‌های ناروشن آن نیز با نوری خفیف کمی قابل دید می‌شوند که این پدیده در اثر زمین‌تاب به‌وجود می‌آید. زمین‌تاب به آن بخش از نور خورشید گفته می‌شود که پس از برخورد به سطح کره زمین بازتابیده و به ماه می‌رسد. 

## نام‌شناسی
بر روی سمت پیدای ماه (که نیمه نزدیک‌تر ماه هم نامیده شده) لکه‌های بزرگ تیره‌رنگی دیده می‌شود که ستاره‌شناسان قدیم می‌پنداشتند که باید دریاهایی بزرگ باشند. برای این لکه‌ها نخستین بار در سده هفدهم میلادی نقشه‌هایی تهیه شد که به‌ویژه جووانی باتیستا ریکیولی و فرانچسکو ماریا گریمالدی اقدام اصلی در این زمینه را انجام دادند و برای این لکه‌ها نام‌هایی برگزیدند. از آنجا که پنداشته می‌شد که این لکه‌ها باید دریا باشند بیشتر این نام‌ها با واژه دریاوار همراه هستند و اکنون با وجود این‌که دانشمندان می‌دانند که این سطوح تیره‌رنگ زمین‌های پوشیده از بازالت است هم‌چنان همان نام‌های قدیمی را برای این پدیده‌ها به‌کار می‌برند.